# Sokol Vyšehrad
Sokol Vyšehrad je český basketbalový klub, který sídlí na pražském Vyšehradě. Založen byl v roce 1942. Od sezóny 2010/11 působí ve druhé české nejvyšší basketbalové soutěži, známé pod názvem 1. basketbalová liga mužů. Klubové barvy jsou modrá a bílá.
V sezóně 2009/10 tým řídil předseda RNDr. Stanislav Ulrych a trénovala dvojice Bc. Jan Ulrych jako hlavní trenér a Mgr. Václav Jalovecký jako asistent trenéra. Největší dosavadní úspěch týmu je 2. místo v nejvyšší soutěži v sezóně 1994/95, ale především chloubou jsou mládežnická družstva, která dosahují opakovaně výborných výsledků včetně vítězství v celostátních soutěží. Na úspěších klubu se projevuje dlouhodobá a dobrá spolupráce se Základní školou Plamínkové a Sportovním gymnáziem Přípotoční.
Své domácí zápasy odehrává v Sokolovně Vyšehrad s kapacitou 230 diváků.

## Historie klubu
Historie basketbalového družstva Sokola Vyšehrad začíná založením v roce 1942, tehdy ještě jako oddílu košíkové SK Podolí. Po skončení druhé světové války se oddíl přestěhoval do tělocvičny Sokola Vyšehrad pod Vyšehradskou skálou, kde sídlí dodnes. V době komunismu po zrušení Sokola hrál klub pod hlavičkou Slavoje a od roku 1991, po obnově sdružení Česká obec sokolská, nese starý název Sokol Vyšehrad. Během této dlouhé doby prošla týmy mládeží a dospělých řada slavných hráčů včetně několika reprezentantů či bývalý prezident České republiky Václav Klaus.

### Sezóna 1994/1995
Nejslavnější sezóna v historii klubu, která byla za éry majitele Chána. Sokol Vyšehrad, který v té době hrál v Karlínské hale, dokráčel pod vedením Jiřího Zídka staršího (basketbalista století v České republice), až do finále soutěže, kde podlehl Biovetě COOP Banka Brno 1:3 na zápasy. Po přílivu finančních prostředků od majitele si mohl dovolit první hráče amerického původu v české nejvyšší soutěži a zároveň přední české hráče jako například: Václav Hrubý, Aleš Kočvara, Libor Vyoral, nejlepší ligový střelec historie Josef Jelínek a další.

### Sezóna 2008/2009
V této sezóně se po vítězství v první lize vrátil tým Sokola Vyšehrad po osmileté odmlce do nejvyšší soutěže. Po velmi vyrovnané základní části, kde celek Vyšehradu skončil na třetím místě s bilancí 18 vítězství a 8 proher, přišel na řadu vrchol sezóny v podobě play-off, kde mohlo všech osm celků reálně uvažovat o vítězství a postupu do nejvyšší soutěže. Sokol Vyšehrad si zajistil vítězství v 5.zápase finálové série proti Lokomotivě Plzeň 67:61 na jejím hřišti.

## Historické názvy
- 1942 – SK Podolí (Sportovní klub Podolí)
- 1945 – Sokol Vyšehrad
- 195? – TJ Slavoj Vyšehrad (Tělovýchovná jednota Slavoj Vyšehrad)
- 1989 – Sokol Vyšehrad
- 1994 – Sokol Chán Vyšehrad
- 1996 – Sokol Vyšehrad

## Hala

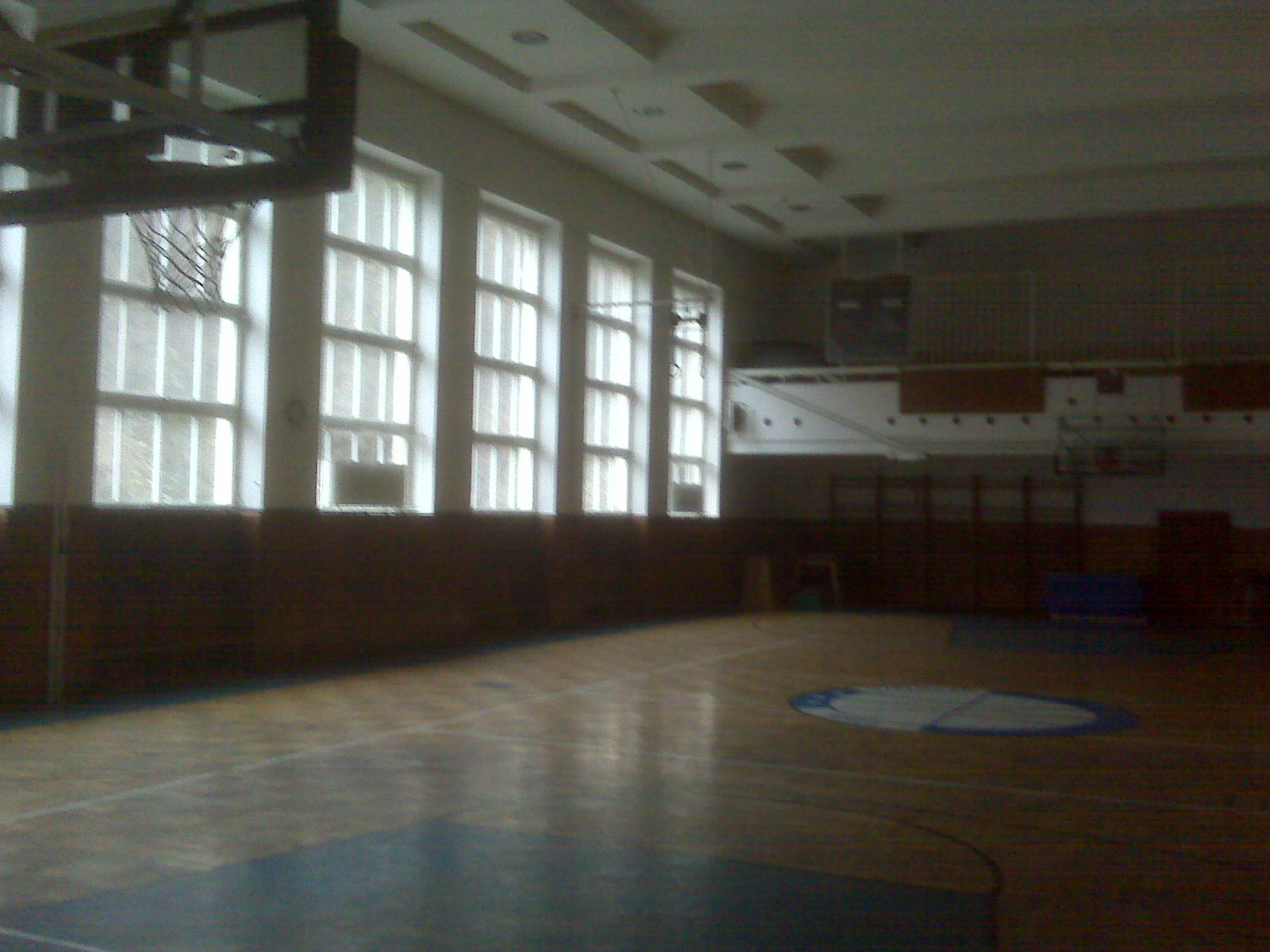
Pohled na vnitřek tzv. Výtoň Areny (Vyšehradská sokolovna)

Velká výhoda a zároveň velký problém tohoto klubu. Výhoda, poněvadž již mnohokrát pomohlo specifické prostředí k velkým vítězstvím. Ale nevýhoda, protože nesplňuje podmínky nejvyšší soutěže, takže vždy v případě postupu muselo družstvo Vyšehradu hrát v exilu (hala v Karlíně, hala party Praha či naposled v sezóně 2009/10 hala v Radotíně). V nejslavnější době klubu, kdy Vyšehrad vlastnil majitel rakouské stavební firmy Chán, existovaly dokonce plány na rekonstrukci haly, ale vše skončilo bankrotem jeho firmy a následným odchodem ze Sokola Vyšehrad.

## Slavní hráči
- Václav Hrubý
- Aleš Chán
- Jan Tomanec
- Viktor Mikeš
- Zdeněk Hanzlík
- Michal Hubálek
- Libor Vyoral
- Josef Jelínek

## Umístění v jednotlivých sezonách
Zdroj: 
Legenda: ZČ - základní část, červené podbarvení - sestup, zelené podbarvení - postup, fialové podbarvení - reorganizace, změna skupiny či soutěže
| Československo (1956 – 1993) |                     |           |                 |           |                                   |
| Sezóna                       | Název v ročníku     | Úroveň    | Soutěž          | ZČ        | Play-off                          |
| 1956/57                      | TJ Slavoj Vyšehrad  | 1. úroveň | 1. liga         | 8. místo  |                                   |
| 1957/58                      | TJ Slavoj Vyšehrad  | 1. úroveň | 1. liga         | 8. místo  |                                   |
| 1958/59                      | TJ Slavoj Vyšehrad  | 1. úroveň | 1. liga         | 7. místo  |                                   |
| 1959/60                      | TJ Slavoj Vyšehrad  | 1. úroveň | 1. liga         | 11. místo | Sestup                            |
| ...                          |                     |           |                 |           |                                   |
| 1966/67                      | TJ Slavoj Vyšehrad  | 1. úroveň | 1. liga         | 11. místo | Sestup                            |
| ...                          |                     |           |                 |           |                                   |
| 1971/72                      | TJ Slavoj Vyšehrad  | 1. úroveň | 1. liga         | 11. místo | Sestup                            |
| ...                          |                     |           |                 |           |                                   |
| 1973/74                      | TJ Slavoj Vyšehrad  | 1. úroveň | 1. liga         | 11. místo | Sestup                            |
| ...                          |                     |           |                 |           |                                   |
| 1976/77                      | TJ Slavoj Vyšehrad  | 1. úroveň | 1. liga         | 12. místo | Sestup                            |
| ...                          |                     |           |                 |           |                                   |
| Česko (1993 – )              |                     |           |                 |           |                                   |
| Sezóna                       | Název v ročníku     | Úroveň    | Soutěž          | ZČ        | Play-off                          |
| 1993/94                      | Sokol Chán Vyšehrad | 1. úroveň | 1. liga (ČR)    | 6. místo  | Zápas o 7. místo (nerozhodně)     |
| 1994/95                      | Sokol Chán Vyšehrad | 1. úroveň | 1. liga         | 1. místo  | Finále                            |
| 1995/96                      | Sokol Chán Vyšehrad | 1. úroveň | 1. liga         | 6. místo  | Zápas o 5. místo (prohra)         |
| 1996/97                      | Sokol Vyšehrad      | 1. úroveň | 1. liga         | 11. místo | Play-out (4. místo); sestup       |
| 1997/98                      | Sokol Vyšehrad      | 2. úroveň | 2. liga         | ?. místo  | Postup                            |
| 1998/99                      | Sokol Vyšehrad      | 1. úroveň | Mattoni NBL     | 12. místo | Play-out (4. místo); sestup       |
| 1999/00                      | Sokol Vyšehrad      | 2. úroveň | 2. liga         | 1. místo  | postup přenechán druhému Nymburku |
| 2000/01                      | Sokol Vyšehrad      | 2. úroveň | 2. liga         | ?. místo  | Postup                            |
| 2001/02                      | Sokol Vyšehrad      | 1. úroveň | Mattoni NBL     | 12. místo | Sestup                            |
| 2002/03                      | Sokol Vyšehrad      | 2. úroveň | 2. liga         | ?. místo  |                                   |
| 2003/04                      | Sokol Vyšehrad      | 2. úroveň | 2. liga         | 3. místo  | Čtvrtfinále                       |
| 2004/05                      | Sokol Vyšehrad      | 2. úroveň | 2. liga         | 4. místo  | Finále                            |
| 2005/06                      | Sokol Vyšehrad      | 2. úroveň | 2. liga         | 4. místo  | Semifinále                        |
| 2006/07                      | Sokol Vyšehrad      | 2. úroveň | 2. liga         | 5. místo  | Čtvrtfinále                       |
| 2007/08                      | Sokol Vyšehrad      | 2. úroveň | 1. liga         | 2. místo  | Semifinále                        |
| 2008/09                      | Sokol Vyšehrad      | 2. úroveň | 1. liga         | 3. místo  | Finále (vítěz); postup            |
| 2009/10                      | Sokol Vyšehrad      | 1. úroveň | Mattoni NBL     | 12. místo | Sestup                            |
| 2010/11                      | Sokol Vyšehrad      | 2. úroveň | 1. liga         | 8. místo  |                                   |
| 2011/12                      | Sokol Vyšehrad      | 2. úroveň | 1. liga         | 9. místo  | Play-out (1. místo)               |
| 2012/13                      | Sokol Vyšehrad      | 2. úroveň | 1. liga         | 12. místo | Play-out (4. místo)               |
| 2013/14                      | Sokol Vyšehrad      | 2. úroveň | 1. liga         | 6. místo  | Čtvrtfinále                       |
| 2014/15                      | Sokol Vyšehrad      | 2. úroveň | 1. liga         | 14. místo | Play-out (3. místo); sestup       |
| 2015/16                      | Sokol Vyšehrad      | 3. úroveň | 2. liga – sk. B | 10. místo |                                   |
| 2016/17                      | Sokol Vyšehrad      | 3. úroveň | 2. liga – sk. B | 7. místo  |                                   |
| 2017/18                      | Sokol Vyšehrad      | 3. úroveň | 2. liga – sk. A | 2. místo  | Finále (vítěz); postup            |
| 2018/19                      | Sokol Vyšehrad      | 2. úroveň | 1. liga         |           |                                   |